# Hans Jürgen Kiær
Hans Jürgen Kiær, född den 5 februari 1862 i Drammen, död där den 2 april 1896, var en norsk astronom och affärsman. 
Efter att ha studeret matematik och astronomi i Kristiania, Cambridge, Leipzig, München, Wien och Paris tog han 1890 doktorsgraden med avhandlingen Studier over Aarsagerne til Kometernes Haledannelse och blev 1891 universitetsstipendiat i astronomi; men redan 1892 lämnade Kiær denna post, därför att han i hemstaden Drammen hade grundat ett rederi, som han arbetade upp till ett av stadens mest betydande. Under sina sista år stiftade han ångbåtsförsäkringsföreningen "Vidar".